# Valentim Ximenes

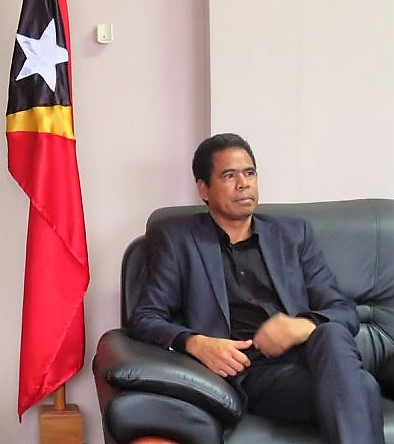
Valentim Ximenes (2018)

Valentim Ximenes (* 30. September 1966 in Venilale, Portugiesisch-Timor) ist ein osttimoresischer Hochschullehrer und Politiker. Er ist Mitglied der Partei FRETILIN.

## Werdegang
Ximenes hat an der Universidade Nasionál Timór Lorosa'e (UNTL, damals Universitas Timor Timur UNTIM) studiert. 1994 erhielt er dort seinen Bachelor of Science und einen Master in Politikwissenschaft 2000 an der Graduate School of Art and Sciences, Ateneo de Manila University.
Vom 26. Juli 2005 bis zum 8. August 2007 war Ximenes Vizeminister für Staatsadministration.
Später war Ximenes wieder, wie schon als Dekan ab Mai 2002 in Nachfolge von Vicente Soares Faria, Dozent an der Fakultät für Sozialwissenschaften und Politik an der UNTL und zusätzlich an der Universität Coimbra. In seiner Forschung beschäftigte er sich mit Governance und Öffentliche Verwaltung.
Am 15. September 2017 wurde Ximenes als Minister für Staatsadministration vereidigt und löste damit Dionísio Babo ab. Die Amtszeit von Ximenes endete mit Antritt der VIII. Regierung Osttimors am 22. Juni 2018.

## Veröffentlichungen
- Co-Autor und Herausgeber: LOCATING DEMOCRACY: Representation, Election and Governance in Timor-Leste, Darwin (2010).